# Франкофонная литература
Франкофонная литература — литература, написанная на французском языке вне Франции. На сегодняшний день признаётся существование множества литератур на французском языке, хотя их самобытность часто оценивается ниже, чем у литератур на английском. К примеру, автономность литературных движений в Бельгии, Канаде и Швейцарии была признана раньше, чем литературы бывших колоний. Тексты, написанные на французском в Африке, традиционно относят к «колониальной литературе» и рассматривают часто с этнографической, а не с литературной точки зрения. Природа и значение франкофонной литературы, написанной на территориях, принадлежавших ранее Французской империи, зависит от количества франкофонов на этой территории, времени, которое территория провела в статусе колонии, и от того, насколько был развит литературный аспект местных языков.

## Происхождение термина
Термин франкофонная литература тесно связан с самим понятием франкофонии, которое появилось лишь в конце XIX века для обобщения всех людей мира, говорящих на французском языке. Процесс объединения франкофонов мира запустился в 1926 году с созданием Ассоциации авторов, пишущих на французском языке (Adelf), но их отделение от общего корпуса текстов, написанных на французском, зародилась позже.
Тенденция различать франкофонную литературу и литературу Франции появилась лишь после Второй мировой войны. В 1960 году Морис Бемоль опубликовал «Эссе по ориентации литератур на французском языке в 20 веке», множественное число в названии которого подчёркивало новый подход к оценке автономии литературных движений.

## История франкофонной литературы
Историю франкофонной литературы можно разделить на три этапа по отношению авторов к французскому языку и к Франции как метрополии.
Первый этап, начало которому положило появление французских колоний в Квебеке, лежит в пределах начала XVIII века и 1930-х годов. Основными представителями этой эпохи являются эмигранты из Франции в первом или втором поколении. Их литературный язык мало отличался от стандартного французского языка, а их языковой контакт с аборигенами был не настолько значительным, чтобы повлиять на строение их литературного языка. Многие из авторов продолжали считать себя французами и не отделяли свое творчество от французской литературы. Основными темами их произведений являлись побег, ссылка. Ряд произведений этого периода был посвящён географическим исследованиям новых территорий или описаниям контактов с аборигенами, в частности, «Нравы диких американцев» Жосефа-Франсуа Лафито. Основными представителями этого периода можно считать Баквиля де ля Потери, Этьенна Маршана и Сэмюэля Беккета, лауреата Нобелевской премии по литературе
В 1955 году было создано Сообщество франкофонных общественных радио, которое тогда включало Французское радио, Швейцарское радио на романшском языке, Радио Канада и Бельгийское радио на французском. На этих радиостанциях выходили программы, посвящённые франкофонной литературе и проблемам франкофонии.